# Horst Lebinsky
Horst Lebinsky (* 1936 in Fürstenwalde) ist ein deutscher Schauspieler.

## Leben
Geboren in Fürstenwalde machte Horst Lebinsky an der Seite von Manfred Krug eine Ausbildung als Stahlwerker in Brandenburg. Er besuchte die Hochschule für Schauspielkunst „Ernst Busch“ Berlin. 1968 kam er ans Deutsches Theater Berlin – zunächst als Regieassistent, dann als Ensemblemitglied. Für kurze Zeit wirkte er 1985 als Oberspielleiter am Kleist-Theater in Frankfurt (Oder).
In der Regie von Frank Castorf spielte er die Titelrolle in Ibsens John Gabriel Borkmann, außerdem in Hauptmanns Der Biberpelz, Regie Thomas Langhoff, und in Maurice Maeterlincks Der blaue Vogel, Regie Thomas Ostermeier.
Später arbeitete er mit Regisseuren wie Stephan Kimmig, Nicolas Stemann, Michael Thalheimer und Barbara Frey.
Horst Lebinski spielte in einer Reihe von Kino- und Fernsehfilmen mit, wie z. B. Till Eulenspiegel (1975), Bankett für Achilles (1975), Jadup und Boel (1980/1988) und Sonnenallee (1999).
Ein besonderer Förderer von Lebinskys darstellerischer Mitwirkung im Hörspiel war der Regisseur Joachim Staritz. Aber auch Werner Buhss und Wolfgang Rindfleisch schätzen Lebinsky als unverwechselbaren Komödianten in ihren Radio-Inszenierungen.
Horst Lebinsky lebt in Berlin-Mitte. Seine Tochter Anne Lebinsky ist ebenfalls Schauspielerin geworden.

## Arbeiten am Deutschen Theater (Auswahl)
- 1970: Isaak Babel: Maria, Rolle: Filipp – Inszenierung: Adolf Dresen
- 1972: Ulrich Plenzdorf: Die neuen Leiden des jungen W., Rolle: Addi – Inszenierung: Horst Schönemann
- 1975: Alexander Wampilow:  Provinzanekdoten, Rolle: Kamajew – Inszenierung: Ulrich Engelmann
- 1975: Henrik Ibsen: Ein Volksfeind, Rolle: Hovstadt – Inszenierung: Klaus Erforth, Alexander Stillmark
- 1976: Georg Kaiser: Zwei Krawatten, Rolle: Kellner – Inszenierung: Friedo Solter
- 1977: Tomi Ungerer: Das Biest des Monsieur Racin, Rolle: Robinson/Rübezahl – Inszenierung: Alexander Lang
- 1979: Ernst Toller: Der entfesselte Wotan, Rolle: Reporter – Inszenierung: Alexander Lang
- 1982: Michail Bulgakow: Verschwörung der Heuchler, Rolle: Bartholomäus – Inszenierung: Thomas Langhoff
- 1988: Michail Bulgakow: Paris, Paris (Sonjas Wohnung), Rolle: Oboljaninow – Inszenierung: Frank Castorf
- 1989: Brendan Behan: Die Geisel, Rolle: Matrose – Inszenierung: Thomas Langhoff
- 1990: Maxim Gorki: Nachtasyl, Rolle: Kostyljow – Inszenierung: Friedo Solter
- 1991: Henrik Ibsen: John Gabriel Borkmann, Rolle: Borkmann – Inszenierung: Frank Castorf
- 1992: Alexander Nikolajewitsch Ostrowski: Der Wald, Rolle: Karp – Inszenierung: Thomas Langhoff
- 1993: Gerhart Hauptmann: Der Biberpelz, Rolle: Julius Wolff – Inszenierung: Thomas Langhoff
- 1994: Anna Langhoff: Gedeckte Tisch, Rolle: Pajewski – Inszenierung: Sewan Latchinian
- 1995: Heinrich von Kleist: Prinz Friedrich von Homburg, Rolle: Mörner – Inszenierung: Jürgen Gosch
- 1996: William Shakespeare/Heiner Müller: Herz/Maschine, Rolle: Claudius – Inszenierung: Anna Langhoff
- 1996: William Shakespeare: Die Geschichte vom Heinrich IV., Rolle: Bardolph – Inszenierung: Thomas Langhoff
- 1997: Gerhart Hauptmann: Der rote Hahn – Regie, Bühnenbild: Eberhard Keienburg
- 1998: William Shakespeare: Mass für Mass, Rolle: Pompejus – Inszenierung: Uwe Eric Laufenberg
- 1998: Friedrich Schiller: Die Jungfrau von Orleans, Rolle: Vater Thibaut d'Arc – Inszenierung: Jürgen Gosch
- 1999: Maurice Maeterlinck: Der blaue Vogel, Rolle: Erzähler – Inszenierung: Thomas Ostermeier
- 1999: Gotthold Ephraim Lessing: Minna von Barnhelm – Inszenierung: Amelie Niermeyer
- 2000: Patrick Marber: Poker, Rolle: Ash – Inszenierung: Matthias Brenner
- 2001: Heiner Müller: Verkommenes Ufer Medeamaterial Landschaft mit Argonauten, Rolle: Jason 2 – Inszenierung: Andreas Kriegenburg
- 2002: William Shakespeare: Was ihr wollt, Rolle: Kapitän Antonio – Inszenierung: Staffan Valdemar Holm
- 2003: Heinrich von Kleist: Das Käthchen von Heilbronn, Rolle: Waffenschmied, – Inszenierung: Nicolas Stemann
- 2004: Rainald Goetz: Jeff Koons, Rolle: Jeff Koons – Inszenierung: Martin Pfaff
- 2005: Johann Wolfgang Goethe: Faust. Der Tragödie zweiter Teil, Rolle: Kaiser – Inszenierung: Michael Thalheimer
- 2006: Anton Tschechow: Der Kirschgarten, Rolle: Firs  – Inszenierung: Barbara Frey
- 2006: Roland Schimmelpfennig: Ambrosia, Rolle: Herr Gallasch – Inszenierung: Jürgen Gosch
- 2006: Euripides: Medea, Rolle: Ägeus – Inszenierung: Barbara Frey
- 2007: Johann Strauss, Karl Haffner, Richard Genée: Die Fledermaus, Rolle: Prinz Orlofsky – Inszenierung: Michael Thalheimer
- 2007: Gerhart Hauptmann: Die Ratten, Rolle: Theaterdirektor Harro Hassenreuter – Inszenierung: Michael Thalheimer
- 2008: Henrik Ibsen: Die Wildente, Rolle: Werle – Inszenierung: Michael Thalheimer
- 2008: August Strindberg: Ein Traumspiel, Rolle: Offizier – Inszenierung: Barrie Kosky
- 2011: Gerhart Hauptmann: Die Weber, Rolle: Pastor Kittelhaus – Inszenierung: Michael Thalheimer
- 2014: Henrik Ibsen: Baumeister Solness Rolle: Dr. Herdal, Hausarzt – Inszenierung: Frank Castorf

## Filmografie (Auswahl)
- 1972: Leichensache Zernik
- 1973: Erziehung vor Verdun (Fernsehfilm)
- 1975: Till Eulenspiegel
- 1975: Bankett für Achilles
- 1975: Juno und der Pfau (Theateraufzeichnung)
- 1976: Polizeiruf 110: Schwarze Ladung
- 1977: Die Flucht
- 1978: Für Mord kein Beweis
- 1979: Hochzeit in Weltzow
- 1980: Polizeiruf 110: Der Einzelgänger
- 1981/1988: Jadup und Boel
- 1981: Polizeiruf 110: Der Schweigsame
- 1982: Märkische Forschungen
- 1982: Das Fahrrad
- 1982: Der Staatsanwalt hat das Wort: Ich bin Joop van der Dalen (Fernsehreihe)
- 1982: Stella
- 1983: Die traurige Geschichte von Friedrich dem Großen (Theateraufzeichnung)
- 1983: Die Schüsse der Arche Noah
- 1983: Das Luftschiff
- 1983: Polizeiruf 110: Eine nette Person
- 1983: Alfons Köhler (Fernsehfilm)
- 1985: Die dritte Frau (Fernseh-Zweiteiler)
- 1986: Kalter Engel
- 1987: Wengler & Söhne. Eine Legende
- 1994: Burning Life
- 1996: Das Geheimnis der Kormoraninsel
- 1999: Sonnenallee

## Hörspiele (Auswahl)
- 1977: Lord Dunsany: Ich war 'ne Wildgans, Sir – Regie: Joachim Staritz, Rundfunk der DDR
- 1979: Lia Pirskawetz: Stille Post – Regie: Horst Liepach, Rundfunk der DDR
- 1985: Hans Fallada: Geschichten vom Mäuseken Wackelohr und von der gebesserten Ratte (Mäusebeamter/Hausherr) – Regie/Bearbeitung: Peter Brasch (Kinderhörspiel – Litera)
- 1987: Erich Kästner: Fabian – Regie: Joachim Staritz, Rundfunk der DDR
- 1988: Hans Christian Andersen: Die kleine Seejungfrau (Zopf) – Regie: Werner Buhss (Kinderhörspiel – Litera)
- 1988: Hans Christian Andersen: Der kleine und der große Klaus (Küster) – Regie: Werner Buhss (Kinderhörspiel – Litera)
- 1990: Dylan Thomas: Unter dem Milchwald (Zweite Stimme) – Regie: Fritz Göhler (Original-Hörspiel – Rundfunk der DDR)
- 1991: Edgar Allan Poe: Der Doppelmord in der Rue Morgue – Regie: Jörg-Michael Koerbl, Rundfunk der DDR
- 1994: Wenedikt Jerofejew: Walpurgisnacht oder Die Schritte des Komturs – Regie: Werner Buhss, SFB
- 1996: Dylan Thomas: Margate – Regie: Joachim Staritz, MDR
- 1996: Thomas Brussig: Helden wie wir – Regie: Wolfgang Rindfleisch, MDR/SDR
- 1998: Michail Bulgakow: Der Meister und Margarita – Regie: Petra Meyenburg, MDR
- 1999: Isaak Babel: Die Reiterarmee – Regie: Joachim Staritz, MDR/DLR
- 2003: Dorothy Leigh Sayers: Die Weinprobe – Regie: Klaus Zippel, MDR
- 2003: Dylan Thomas: Unter dem Milchwald (Prediger) – Regie: Götz Fritsch, MDR